# Wassermimose
Die Wassermimose (Neptunia oleracea) ist eine pantropische Wasserpflanze aus der Gattung Neptunia in der Familie der Hülsenfrüchtler (Fabaceae).

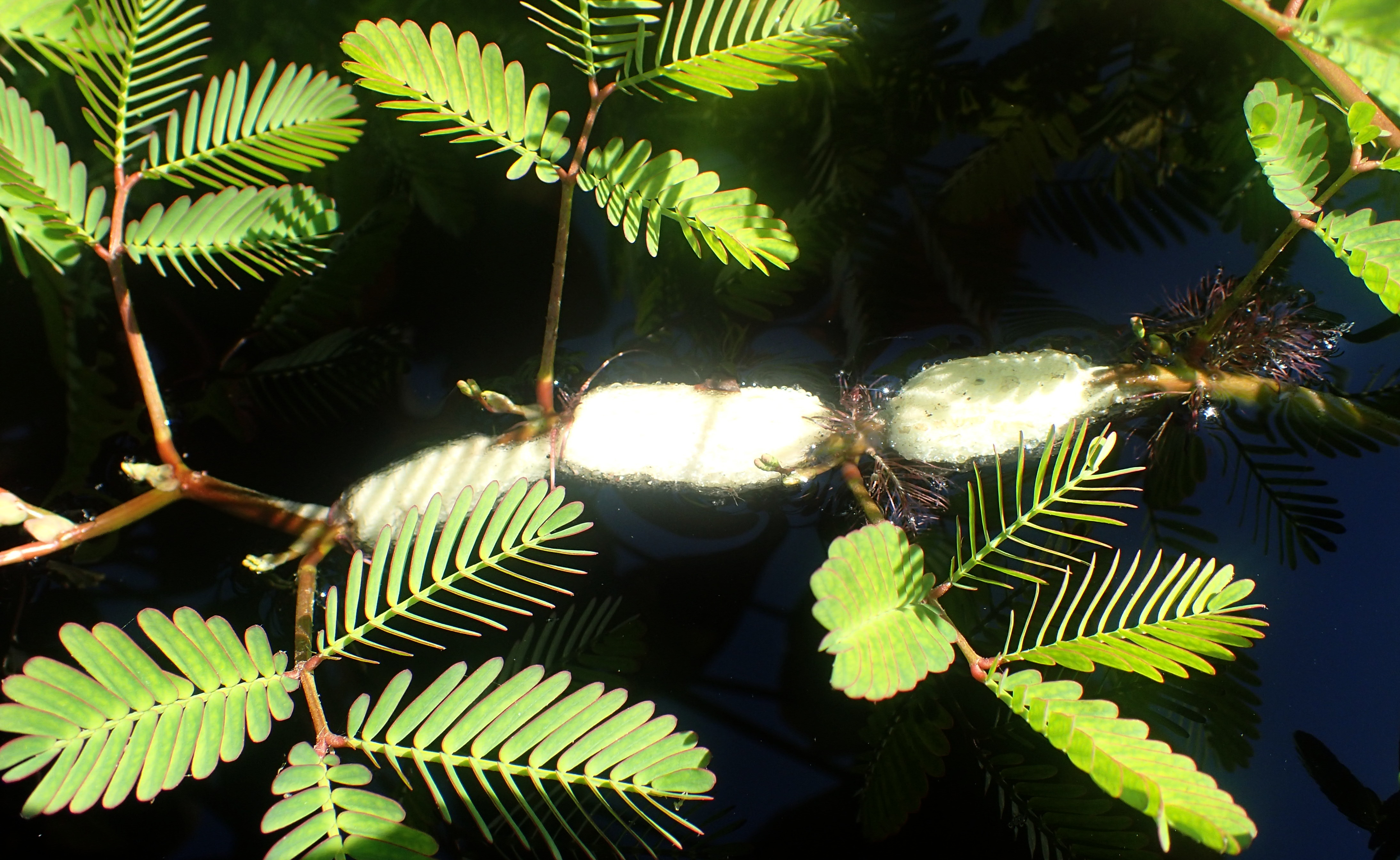
Adventivwurzeln und Schwimgewebe von Neptunia oleracea

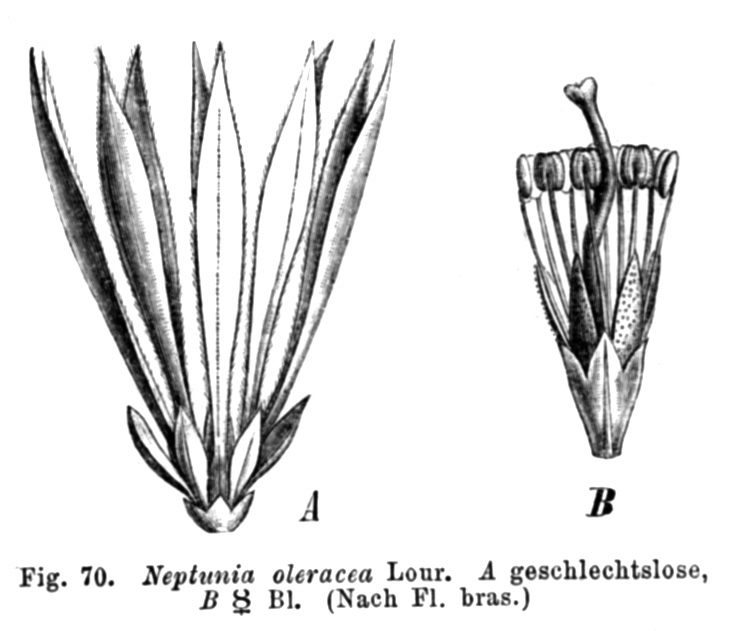
Illustration der Blüten:
Links sterile Blüte mit langen Staminodien, rechts zwittrige Blüte

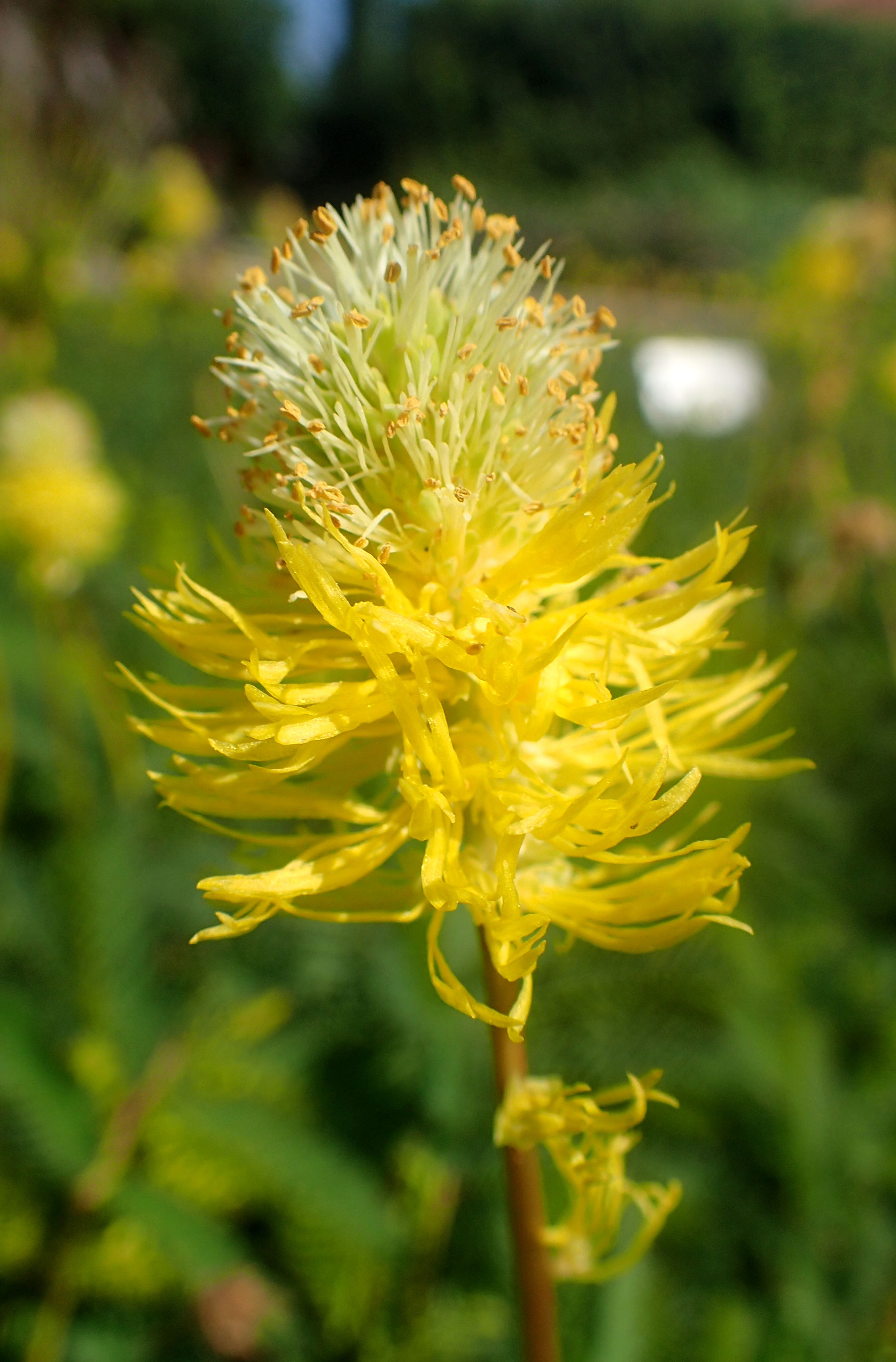
Blütenstand:
Man sieht die langen, petaloiden Staminodien der sterilen Blüten im unteren Teil. Im oberen Teil sieht man die vorstehenden Staubblätter der zwittrigen Blüten

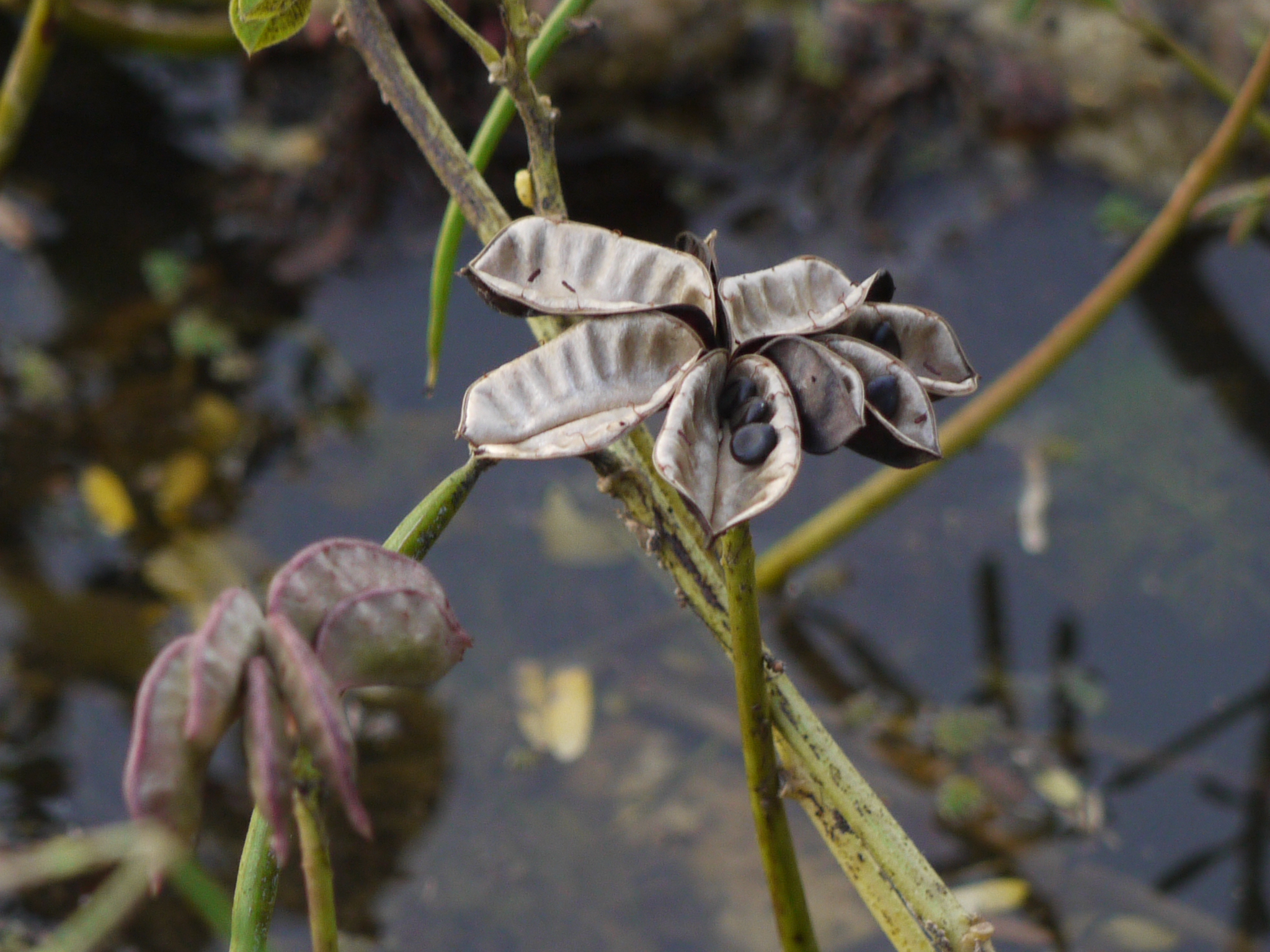
Früchte

## Beschreibung
Die Wassermimose ist eine ausdauernde, wenig verzweigte, krautige Pflanze die etwa 1,5 Meter lang wird. Sie wächst schwimmend oder am Ufer liegend (Hydrophyt) und bildet eine Pfahlwurzel aus. Sie bewurzelt im Wasser oft an den Nodien mit Adventivwurzeln. Auch bildet sie weißliches, schwammiges „Schwimmgewebe“ aus.
Die wechselständigen, kurzen Laubblätter sind doppelt paarig gefiedert und sensibel wie oft bei Mimosen mit Hilfe von Pulvini. Der Blattstiel weist eine Länge von 2,5 bis 9 cm auf. Die kahle und kantige Rhachis (die mittlere Hauptachse der Blätter) ist bis 4,2 (selten bis 8) cm lang. Es sind zwei bis vier, bis 6,5 cm lange Fiedern erster Ordnung, mit kurz geflügelter Rhachis, und 7 bis 22 Paar Fiederblättchen zweiter Ordnung vorhanden. Die kleinen, fast kahlen, fast sitzenden, länglichen oder eilanzettlichen bis verkehrt-eilanzettlichen, abgerundeten bis stumpfen oder seltener spitzen und manchmal feinstachelspitzigen und ganzrandigen Blättchen sind etwa 5 bis 20 mm lang und 1,5 bis 4 mm breit. Die kleinen, meist eiförmigen Nebenblätter sind 5 bis 9 mm lang und 3 bis 5 mm breit.
Der achselständige, langstielige, meist aufrechte, an einem 6,5 bis 23 (selten bis 30) cm langen Blütenstandschaft stehende, kopfige Blütenstand hat einen Durchmesser von 1,5 bis 2,5 cm und enthält bis zu 50 Blüten. Es sind etwa 2 Tragblätter unter dem Blütenstand vorhanden. Die kleinen, zwittrigen oder an der Basis sterilen, fünfzähligen Blüten mit doppelter Blütenhülle sind sitzend. Der becherförmige und fünfzipflige Kelch weist eine Länge bis 3 mm auf. Die fast freien, bis 4 mm langen Kronblätter sind grün bis gelb. Es sind in den zwittrigen Blüten zehn freie, fertile und vorstehende Staubblätter und ein oberständiger, kahler Fruchtknoten mit vorstehendem Griffel vorhanden. Die langen, zehn kronblattartigen, gelben Staminodien der sterilen Blüten sind bis zu 17 oder 21 mm lang.
Die kleinen und mehrsamigen, bespitzten Hülsenfrüchte mit beständigem Kelch sind 1,3 bis 2,7 (selten bis 3,8) cm lang und 1 bis 1,2 cm breit. Die bis zu 8, abgeflachten, eiförmigen und braunen Samen weisen eine Länge bis 5–5,5 mm und einen Durchmesser von 3–3,5 mm auf.
Die Chromosomenzahl beträgt 2n = 56.

## Verbreitung
Die Verbreitung der Wassermimose ist im mittleren bis nördlichen Süd- und Mittelamerika, im westlichen Mexiko, in großen Teilen Afrikas, Madagaskar und in Südostasien, Indien, sie besiedelt warme, langsam fließende bis stehende Gewässer.

## Synonyme
Die Art wurde 1790 von João de Loureiro in Flora cochinchinensis: sistens plantas in regno Cochinchina nascentes .... vol. 2, S. 654 erstbeschrieben. Es gibt eine Reihe von Synonymen: Neptunia natans L.f., Neptunia stolonifera (DC.) Guill. & Perr., Desmanthus stolonifer DC., Neptunia prostrata (Lam.) Baill., Mimosa prostrata Lam.

## Verwendung
Die Wassermimose wird in Südostasien, insbesondere in Thailand, als Gemüse angebaut. Verwendet werden junge Früchte und Blätter sowie zarte Stängel. Sie werden roh oder gekocht genutzt.
Die Wurzeln werden medizinisch genutzt.